# 新車車站
新車車站（新車停車場）是位在台灣新竹縣新豐鄉已廢止的台灣總督府鐵道部縱貫線之鐵路車站，位置約在縱貫線新豐和竹北之間。

## 利用狀況
- 目前已廢止。

## 車站周邊
- 新豐車站

## 歷史
- 1898年9月1日：設立新車假乘降場。[1]
- 1899年1月15日：改稱新車停車場。[2]
- 1902年1月31日：鐵道改線，廢止。[3]